# Theresia Schiffmann
Theresia Schiffmann (* 5. März 1958 in Weerberg) ist eine österreichische Landwirtin und Politikerin (ÖVP). Sie war von 2003 bis 2008 Abgeordnete zum Tiroler Landtag.

## Ausbildung und Beruf
Theresia Schiffmann wuchs am elterlichen Betrieb in Weerberg auf und besuchte acht Jahre die Volksschule. Nach einem Jahr am Polytechnischen Lehrgang besuchte sie fünf Jahre lang die HBLA Kematen und im Anschluss die Berufspädagogische Akademie in Ober-St. Veit (Wien). Danach war sie bis 1982 drei Jahre lang als Beraterin in der Bezirkslandwirtschaftskammer Imst tätig. Nach ihrer Hochzeit kehrte sie nach Weerberg zurück, wo sie mit ihrem Mann den „Grillhäuslhof“ als Zuerwerbsbetrieb bewirtschaftet. Der Betrieb lebt insbesondere von der Milchwirtschaft und der Direktvermarktung von Schnäpsen und Likören.

## Politik und Funktionen
Theresia Schiffmann engagiert sich stark in den bäuerlichen Verbänden und der Landwirtschaftskammer. Sie war zwischen 1993 und 2006 Bezirksbäuerin von Schwaz und ist seit 2002 Landesbäuerin von Tirol. 2007 wurde sie von der ARGE Österreichische Bäuerinnen zur Landesbäuerinnen gewählt. Zudem ist Schiffmann Kammerrätin seit 1996 in der Landwirtschaftskammer Tirol. 
Politisch war Schiffmann zwischen 1992 und 1998 Gemeinderätin in Weerberg. Sie vertrat die ÖVP von  21. Oktober 2003 bis zum 1. Juli 2008 im Tiroler Landtag. In der XIV. Gesetzgebungsperiode war sie Mitglied in den Ausschüssen „Land- und Forstwirtschaft, Verkehr und Umwelt“, „Föderalismus und Europäische Integration“ sowie im Finanzkontrollausschuss. 